# Liste der Schluchten Kretas
Die Liste der Schluchten Kretas beschreibt alle Schluchten Kretas in den Kategorien Länge, Verlauf, Höhenmeter und ggf. Besonderheiten.

## Liste
| Schlucht                              | Länge               | Verlauf                                                     | Höhenmeter    | Besonderheiten |
| ------------------------------------- | ------------------- | ----------------------------------------------------------- | ------------- | --- |
| Achendrias-Schlucht                   | 8 km                | Achendrias bis zum Strand Maridaki                          |               | — |
| Adrianos-Schlucht                     | 4,5 km              | Adrianos bis Potami                                         | 250 Hm        | — |
| Agia-Anastasia-Schlucht               | 4 km                | Kenourgio Chorio bis Gournes                                | 150 Hm        | — |
| Agia-Fotia-Schlucht                   | 1 km                |                                                             | 260 Hm        | — |
| Agia-Irini-Schlucht                   | 7,5 km              | Agia Irini (Kandanos-Selino) bis Sougia                     | —             | 500 Hm |
| Agii-Pandes-Schlucht                  | 3 km                | Skopi bis Platani Beach                                     | 50 Hm         | — |
| Agiofarango                           | 1,5 km              | Parkplatz Agiofarango bis Paralia Agiofarangou              | —             | |
| Agios-Antonios-Schlucht               | 3 km                |                                                             | 50 Hm         | — |
| Agios-Charalambos-Schlucht            | 6 km                |                                                             |               | — |
| Agriomandra-Schlucht                  | 0,5 km              |                                                             | 40 Hm         | — |
| Achlia-Schlucht                       | 1,5 km              | Schinokapsala bis Achlia                                    | 50 Hm         | — |
| Almiros-Schlucht                      | 3 km                | Keri bis Linoperamata                                       | 150 Hm        | Die Almiros-Schlucht ist die einzige Schlucht Kretas mit sieben Namen (Almiros, Keri etc.) |
| Ambas-Schlucht                        | 4 km                | Paranymfi bis Tris Ekklisies                                | 280 Hm        | — |
| Ambelos-Schlucht                      | 2 km                |                                                             | 100 Hm        | — |
| Anapodaris-Schlucht                   |                     | Skinias bis Dermatos                                        |               | — |
| Anydri-Schlucht                       | 3 km                | Anydri bis zur Paralia Gialiskari                           | 250 Hm        | — |
| Apidi-Schlucht                        |                     | Apidi bis Samakidi                                          |               | Die Apidi-Schlucht, die Asprolitos-Schlucht, die Goudouras-Schlucht und eine weitere namenlose Schlucht bilden ein Schluchtsystem, welches auch „die Apidi-Schluchten“ genannt wird.                                                                     |
| Apolychnou-Schlucht                   | 4 km                | Ag. Antonios bis Moroni                                     | 200 Hm        | — |
| Aposelemis-Schlucht                   | 6 km bzw. 9 km      | Kalo Chorio bis Agriana (6 km)                              | 100 Hm (6 km) | — |
| Apotyposi-Schlucht                    |                     |                                                             |               | — |
| Aradena-Schlucht                      | 7 km                | Aradena bis Marmara Beach                                   | 520 Hm        | Die Aradena-Brücke, welche die Schlucht überquert, gilt als die spektakulärste Brücke Kretas |
| Arkadi-Schlucht                       | 5 km                | Kloster Arkadi bis Pikris                                   | 300 Hm        | — |
| Armichias-Schlucht                    |                     |                                                             |               | — |
| Arvi-Schlucht                         | 2 km                |                                                             | 350 Hm        | — |
| Asfendou-Schlucht                     | 5 km                | Asfendou bis Kolokasia                                      | 530 Hm        | — |
| Askidia-Schlucht                      | 2,5 km              | Askidia bis Prasses                                         | 400 Hm        | — |
| Asprolitos-Schlucht                   |                     | Epano Perivolakia bis zum Strand Votsalaki                  |               | — |
| Astrakiano-Schlucht                   | 7,5 km bzw. 11,5 km | Kolomodis bis Skalani                                       | 350 Hm        | — |
| Boriana-Schlucht                      | 2 km                |                                                             | 50 Hm         | — |
| Boufanis-Schlucht                     | 4,5 km              | Christos bis Selekano                                       | 400 Hm        | — |
| Cha-Schlucht                          | 1 km                |                                                             | 220 Hm        | An der engsten Stelle ist die Schlucht nur ca. 30 cm breit. Die Klippen sind bis zu 400 m hoch. Der Mastoras-Wasserfall in der Schlucht gilt mit 215 m als der höchste in Griechenland. Die Cha-Schlucht ist die größte tektonische Bruchstelle Europas. |
| Chalase-Schlucht                      | 4 km                | Sassalos bis Makronas                                       | 200 Hm        | — |
| Charokomatas-Schlucht                 | 4,5 km              |                                                             | 250 Hm        | — |
| Chochlakies-Schlucht                  | 3 km                | Kamara bis Karoumes beach                                   | 200 Hm        | — |
| Chosti-Schlucht                       | 1 km                |                                                             | 50 Hm         | — |
| Kyklamen-Schlucht                     | 5 km                | Aletrouvari bis Vandes                                      | 250 Hm        | — |
| Dasaki-Schlucht                       | 2,5 km              | Kalivitis bis Koutsouras                                    | 120 Hm        | — |
| Deliana-Mesavlia-Schlucht             | 5 km                | Mesavlia bis Deliana                                        | 220 Hm        | — |
| Diktamos-Schlucht                     | 7,5 km              | Katechori bis Stylos                                        | 200 Hm        | — |
| Diplochachalo-Schlucht                | 1 km                | Agios Rafail bis Paralia Stefanou                           | 120 Hm        | — |
| Eleftherna-Schlucht                   | 4 km                | Eleftherna bis Langka                                       | 350 Hm        | — |
| Eligia-Schlucht (Agia Roumeli)        | 13 km               |                                                             | 1500 Hm       | Die Eligia-Schlucht ist die einzige Schlucht Kretas, deren Durchquerung 2 Tage dauert. |
| Eligia-Schlucht (Valachas)            |                     | Kapetaniana bis Agios Ioannis                               |               | — |
| Embasa-Schlucht                       | 2 km                | Gonies bis Ano Kera                                         | 150 Hm        | — |
| Erganos-Schlucht                      | 3 km                |                                                             | 350 Hm        | — |
| Fratiano-Schlucht                     | 4 km                | Frati bis zum Zusammenfluss mit dem Megalopotamos           | 200 Hm        | — |
| Fygou-Schlucht                        | 3 km                |                                                             | 550 Hm        | — |
| Galliano-Schlucht                     | 5,5 km              | Gallos bis Rethymno                                         | 100 Hm        | — |
| Gypofarango-Schlucht                  | 2 km                |                                                             |               | — |
| Goniano-Schlucht                      | 3 km                | Sklavokambos bis Tylisos                                    |               | — |
| Goudouras-Schlucht                    |                     |                                                             |               | — |
| Goula-Schlucht                        | 1,5 km              | Kapetaniana bis Agios Ioannis                               |               | — |
| Chavgas-Schlucht (Ag. Konstantinos)   | 2 km                |                                                             | 50 Hm         | — |
| Chavgas-Schlucht (Fourni)             |                     |                                                             |               | — |
| Chavgas-Schlucht (Kalamafka)          | 3 km                | Kalamafka bis zur I.N. Afendi Christou Kalamafkas Kirche    |               | — |
| Chavgas-Schlucht (Kavousi)            | 1,5 km              | Kavousi bis Panagia                                         | 350 Hm        | — |
| Chelidonia-Schlucht                   | 6,5 km              |                                                             | 600 Hm        | — |
| Imbros-Schlucht                       | 8 km                | Askyfou bis Komitades                                       | 650 Hm        | Bevor die Straße nach Chora Sfakion erbaut wurde, war die Imbros-Schlucht der wichtigste Verkehrsweg zwischen Chora Sfakion und Chania. |
| Kakoperatos-Schlucht (Agios Vasilios) | 1 km                |                                                             | 90 Hm         | — |
| Kakoperatos-Schlucht (Apomoni)        |                     | Apomoni bis Skiadaki-Strand                                 | 200 Hm        | — |
| Kallikratis-Schlucht                  | 6,5 km              | Kallikratis bis Kapsodasos                                  | 510 Hm        | — |
| Kambos-Schlucht                       | 2,5 km              | Kambos bis Agia Ekaterini                                   | 250 Hm        | — |
| Kaminolakos-Schlucht                  |                     |                                                             |               | — |
| Kandanos-Schlucht                     | 3 km                |                                                             | 50 Hm         | — |
| Kapni-Schlucht                        | 5 km                |                                                             | 820 Hm        | — |
| Karantale-Schlucht                    | 3,5 km              | Agios Ioannis bis Saitoures                                 | 200 Hm        | — |
| Karines-Schlucht                      | 1,5 km              |                                                             | 60 Hm         | — |
| Karteros-Schlucht                     | 2 km                | Skalani bis Prassas                                         |               | — |
| Katholiko-Schlucht                    | 2 km                | Gouverneto Kloster bis Katholiko-Strand                     | 280 Hm        | — |
| Katsouna-Schlucht                     | 1 km                | Vryses bis Cherodot                                         | 50 Hm         | — |
| Katsounaki-Schlucht                   |                     |                                                             |               | — |
| Kavis-Schlucht                        | 12 km               | Anopoli Plateau bis Iligas-Strand                           | 1500 Hm       | — |
| Kavousi-Schlucht                      | 1 km                |                                                             | 170 Hm        | — |
| Keratida-Schlucht                     | 3 km                | Koustogerako bis Sougia                                     | 600 Hm        | — |
| Kissos-Schlucht                       | 1 km                | Kissos bis zum Gious-Kambos-Plateau                         | 120 Hm        | — |
| Klados-Schlucht                       | 5 km                |                                                             | 1650 Hm       | — |
| Knossano-Schlucht                     | 10 km               | Archanes bis Kalithea                                       |               | — |
| Korakas-Schlucht                      |                     | Meseleri bis zum Braniana-Damm                              |               | — |
| Koudoumas-Schlucht                    |                     | Kofinas-Berg bis zum Koudoumas-Kloster                      |               | — |
| Koudoumis-Schlucht                    | 4 km                | Monokaras Plateau bis Tourloti                              | 350 Hm        | — |
| Koukoula-Schlucht                     |                     |                                                             |               | — |
| Koumos-Schlucht                       |                     | Kapetaniana bis Agios Ioannis                               |               | — |
| Kounaviano-Schlucht                   | 4 km                | Peza bis Kaki Rachi                                         | 100 Hm        | — |
| Kouroukoulos-Schlucht                 |                     | Finokalia bis Wicked Naspa Beach                            |               | — |
| Kourtaliotiko-Schlucht                | 3 km                | Koxare bis Kirche St. Nikolaus bei Asomatos                 | 210 Hm        | Die Steilwände in der Schlucht sind bis zu 600 m hoch. |
| Kotsifou-Schlucht                     | 2 km                | Kanevos bis Plakias                                         | 200 Hm        | — |
| Kritsa-Schlucht                       | 1,5 km              | Kritsa bis Tape                                             | 150 Hm        | An der engsten Stelle ist die Schlucht nur 90 cm breit |
| Krousaniotiko-Schlucht                | 3 km                | Panagia Myrtidiotissa bis Krousonas                         |               | — |
| Kroussonas-Schlucht                   | 5 km                | Krousonas bis Kitharida                                     | 650 Hm        | — |
| Kydoni-Schlucht                       | 2 km                |                                                             | 50 Hm         | — |
| Kynigospilios-Schlucht                |                     |                                                             |               | — |
| Lagos-Schlucht                        | 2 km                | Zourva bis Meskla                                           |               | — |
| Lamnoni-Schlucht                      | 5 km                | Lamnoni bis Xerokambos                                      | 600 Hm        | — |
| Lapathos-Schlucht                     | 4 km                |                                                             | 900 Hm        | — |
| Ligiofarango-Schlucht                 | 6 km                | Achendrias bis Miridaki                                     | 700 Hm        | — |
| Lissos-Schlucht                       | 2 km                | Sougia bis Lissos                                           | 100 Hm        | — |
| Maganistra-Schlucht                   | 3 km                | Pateriana bis Lousakies                                     |               | — |
| Maliaris-Schlucht                     |                     | Peronides bis Souvlos                                       |               | — |
| Margarites-Schlucht                   |                     | Margarites                                                  | 100 Hm        | Der Kalkstein, aus dem die Wände der Schlucht bestehen, ist 8–10 Millionen Jahre alt. |
| Martsalos-Schlucht                    | 2 km                | Xokoklisi bis Martsalos Beach                               | 170 Hm        | — |
| Mavrogiannis-Schlucht                 | 3,5 km              | Skinias bis Vlychadia                                       | 200 Hm        | — |
| Maza-Schlucht                         |                     | Vrysidi bis Adravasti                                       |               | — |
| Mesa-Schlucht                         | 2 km                | Agia Paraskevi bis Vyzari                                   | 100 Hm        | — |
| Mesonas-Schlucht                      | 4 km                |                                                             | 450 Hm        | Die Schlucht verläuft auf einem 3000 Jahre alten minoischem Pfad |
| Mesosfini-Schlucht                    | 2 km                | Mournies bis Tris Ekklisies                                 | 450 Hm        | — |
| Milonas-Schlucht                      | 1,5 km              | Kakia-Skala-Strand bis Ag. Ioannis                          | 70 Hm         | — |
| Mindris-Schlucht                      | 7 km                | Filippi bis Tsoutsouras                                     | 200 Hm        | — |
| Moniano-Schlucht                      |                     |                                                             |               | — |
| Moundros-Schlucht                     | 3,5 km              | Velonado bis Moundros                                       | 80 Hm         | — |
| Myli-Schlucht                         | 2,5 km              | Myli bis Xiron Chorion                                      | 190 Hm        | — |
| Orino-Schlucht                        | 5,5 km              |                                                             | 400 Hm        | — |
| Panagia-Keralimeniotissa-Schlucht     | 0,5 km              |                                                             | 200 Hm        | — |
| Patsopoulos-Schlucht                  |                     | Agalianos bis zum Strand Kouroukoulos                       |               | — |
| Patsos-Schlucht                       | 1,5 km              | Patsos bis Potamon-See                                      | 100 Hm        | — |
| Pefki-Schlucht                        | 4,5 km              | Pefki bis Aspros Potamos                                    | 310 Hm        | — |
| Pelekaniotis-Schlucht                 | 3 km                | Gialos bis Kondokinigi                                      | 50 Hm         | — |
| Perdikaris-Schlucht                   | 3 km                | Miriokefala bis Argoules                                    | 640 Hm        | — |
| Pervola-Schlucht                      | 3,5 km              |                                                             | 400 Hm        | — |
| Pervolakia-Schlucht                   | 3,5 km              | Kloster Monastiri Kaspa bis Pervolakia                      | 300 Hm        | — |
| Petinos-Schlucht                      |                     |                                                             |               | — |
| Petres-Schlucht                       | 1,5 km              | Karoti bis Episkopi                                         | 40 Hm         | — |
| Petrigiani-Schlucht                   |                     |                                                             |               | — |
| Pigaida-Schlucht                      |                     |                                                             |               | — |
| Platania-Schlucht                     | 2,5 km              | Platania bis Amari                                          | 400 Hm        | — |
| Porofarango-Schlucht                  | 1,5 km              | Kato Vatheia bis Vrachokipos                                | 70 Hm         | — |
| Portela-Schlucht                      | 3 km                | Chondros bis Keratokambos                                   | 350 Hm        | — |
| Prasses-Schlucht                      | 6 km                | Prasses bis Platanias                                       | 100 Hm        | — |
| Preveli-Schlucht                      | 2,5 km bzw. 5,5 km  | Unteres Preveli-Kloster bis Preveli-Strand                  |               | — |
| Psakofarango-Schlucht                 | 1,5 km              | Agios Ioanis bis zur Kirche Ieros Naos Analipseos Dyo Prini | 250 Hm        | — |
| Psaro-Nero-Schlucht                   | 1 km                | Miliardon bis Omalos Plateau                                | 300 Hm        | — |
| Psoraris-Schlucht                     | 3,5 km              | Geraki bis zur Parasyrta-Hochebene                          | 400 Hm        | — |
| Rechtra-Schlucht                      |                     |                                                             |               | — |
| Rechta-Schlucht                       |                     | Kolokasia bis Ag. Nektarios                                 |               | — |
| Richtis-Schlucht                      | 4 km                | Exo Mouliana bis Richtis-Strand                             | 650 Hm        | — |
| Rodakino-Schlucht                     | 3 km                |                                                             | 200 Hm        | — |
| Roka-Schlucht                         | 2 km                | Roka bis Mouriziana                                         | 200 Hm        | — |
| Rouvas-Schlucht                       | 4,5 km              | Zaros bis Agios Ioanis                                      | 1000 Hm       | — |
| Roza-Schlucht                         | 2 km                | Gonies bis Ano Kera                                         | 350 Hm        | — |
| Samaria-Schlucht                      | 17 km               | Omalos bis Agia Roumeli                                     | 1200 Hm       | Die Samaria-Schlucht ist die längste Griechenlands. Ca. 4000 Menschen durchwandern sie in der sommerlichen Hochsaison täglich. |
| Santorinios-Schlucht                  | 1,5 km              | Marathos bis zum Kloster Agios Panteleimonas                | 70 Hm         | — |
| Sarakina-Schlucht                     | 1,5 km              |                                                             | 70 Hm         | — |
| Sarakina-Meskla-Schlucht              | 1 km                |                                                             | 20 Hm         | — |
| Selinaris-Schlucht                    | 5 km                |                                                             |               | — |
| Sfakiano-Schlucht                     | 6,5 km              | Kato Lakki bis Komitades                                    | 1200 Hm       | — |
| Sirikari-Schlucht                     | 6 km                | Sirikari bis Polyrrhenia                                    | 170 Hm        | — |
| Skaloti-Schlucht                      | 2 km                | Manikas Hochebene bis Skaloti                               | 220 Hm        | — |
| Skotini-Schlucht                      | 2 km                | Finokalias bis zum Skotini-Strand                           | 150 Hm        | — |
| Smiliano-Schlucht                     | 2,5 km              | Vrysses bis Smile                                           | 200 Hm        | — |
| Spiliotissa-Schlucht (Choudetsi)      | 1 km                | Choudetsi bis Agios Vasilios                                | 50 Hm         | — |
| Spiliotissa-Schlucht (Rogdia)         | 1,5 km              | Rogdia bis zum Strand Paliokastro                           | 70 Hm         | — |
| Spina-Schlucht                        |                     |                                                             |               | — |
| Sykia-Schlucht                        |                     |                                                             |               | — |
| Sylamos-Schlucht                      | 5,5 km              |                                                             | 200 Hm        | — |
| Therisso-Schlucht                     | 6 km                |                                                             | 400 Hm        | — |
| Toplou-Schlucht                       | 2 km                | Toplou bis Katsiki Beach                                    |               | — |
| Topolia-Schlucht                      | 3 km                | Strovles bis Topolia                                        | 100 Hm        | — |
| Trafoulas-Schlucht                    | —                   | bei Lendas                                                  | —             | — |
| Trachinos-Schlucht                    | 3 km                | Trachinos bis Lidiana                                       | 100 Hm        | — |
| Tripiti-Schlucht (Agia Paraskevi)     | 4 km                | Agia Paraskevi bis zum Tripiti-Strand                       | 650 Hm        | — |
| Tripiti-Schlucht(Sfakia)              | 9 km                |                                                             | 2080 Hm       | — |
| Tromarissa-Schlucht                   |                     |                                                             |               | — |
| Troulla-Schlucht                      | 0,5 km              |                                                             | 100 Hm        | — |
| Tsigounis-Schlucht                    | 3 km                |                                                             | 500 Hm        | — |
| Tsoutsouras-Schlucht                  | 1,5 km              |                                                             | 250 Hm        | — |
| Vavouledo Schlucht                    | 3 km                | Chamalevri bis Lidiana                                      | 100 Hm        | — |
| Vederi-Schlucht                       | 7,5 km              | Fratzeskania Metochia bis zum Gerani-Strand                 | 150 Hm        | — |
| Venerato-Schlucht                     | 0,5 km              | Avgeniki bis Venerato                                       | 30 Hm         | — |
| Vilandredo-Schlucht                   |                     | Vilandredo bis Kato Poros                                   |               | Da die Vilandredo- und die Moundros-Schlucht zuerst parallel verlaufen und sich dann treffen werden sie häufig als „Zwillingsschluchten“ bezeichnet. |
| Vorizia-Schlucht                      | 4 km                |                                                             | 650 Hm        | — |
| Vorno-Schlucht                        | 2,5 km              | Ethia bis Messara                                           | 350 Hm        | — |
| Vrissi-Schlucht                       | 4,5 km              | Lakki bis Zourva                                            | 550 Hm        | — |
| Xerofarango-Schlucht                  | 0,5 km              |                                                             | 200 Hm        | — |
| Zakros-Schlucht                       | 4 km                | Zakros bis zum Palast von Zakros                            | 150 Hm        | Die Zakros-Schlucht wird auch Schlucht der Toten genannt, da in ihr mehrere minoische Gräber gefunden wurden. |
| Zoniana-Schlucht                      | 6 km                | Agios-Hyakinthos-Kirche bis Zoniana                         | 300 Hm        | — |